# Visão paulina sobre as mulheres

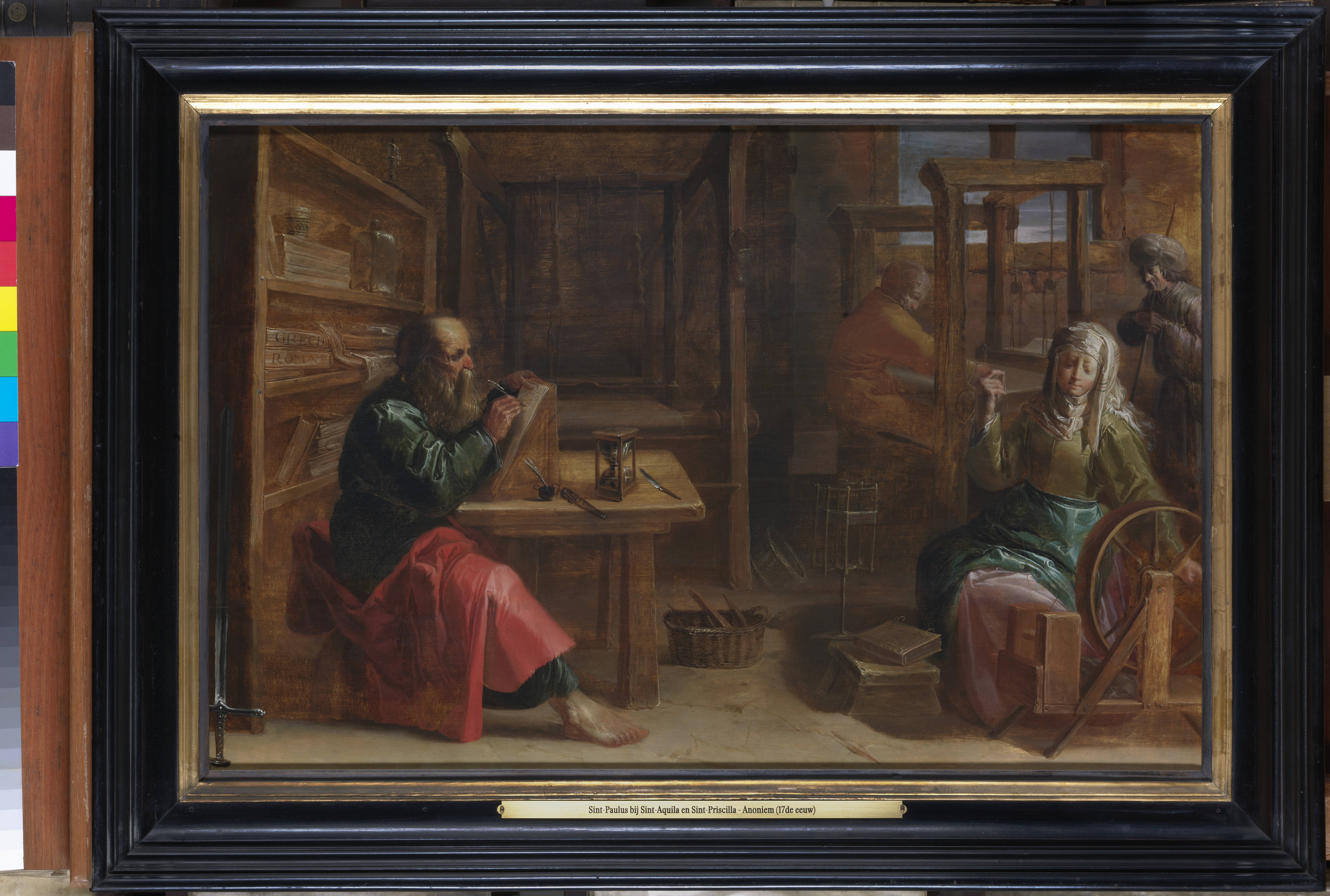
São Paulo na Casa de Priscila e Áquila (século XVII): Paulo está à esquerda, escrevendo uma carta; Prisca está à direita, girando, e seu marido Áquila está ao fundo; ambos eram fazedores de tendas.

A relação entre o Apóstolo Paulo e as mulheres é um elemento importante no debate teológico sobre o cristianismo e as mulheres porque Paulo foi o primeiro escritor a dar diretrizes eclesiásticas sobre o papel das mulheres. Há argumentos de que alguns destes escritos são interpolações pós-paulinas, e intensos debates se seguem entre acadêmicos sobre esses e outros trechos aparentemente contraditórios. Um exemplo de passagem que é uma das principais fontes de controvérsia e diversas interpretações nesse questão é a de 1 Timóteo 2:12.

## Contextualização geral
No campo dos estudos bíblicos atuais, o livro de Elisabeth Schüssler Fiorenza In Memory of Her: A Feminist Theological Reconstruction of Christian Origins (1983), foi pioneiro às discussões que se seguiram sobre os pronunciamentos paulinos em questões de gênero e sobre as mulheres.
Acadêmicos de estudos da Bíblia frequentemente presumem que a teologia paulina sobre gênero corresponde às visões de gênero presentes no pensamento filosófico grego clássico e nas práticas greco-romanas. Porém, isso não é garantido, havendo estudiosos que afirmam que a visão cristã e a de Paulo sobre as mulheres é original e contrária àquela predominante no contexto de sua época. Paulo de Tarso em diversas passagens critica a cultura dominante. Deve-se, além do mais, atentar às distinções entre o pensamento teológico de Paulo e as suas adaptações missionárias para veicular ensinamentos a diferentes culturas e contextos de gênero.
Cynthia Long Westfall é uma das estudiosas que questiona as leituras tradicionais das passagens paulinas sobre gênero como implausíveis e não consistentes hermeneuticamente, e as critica como subservientes a objetivos de poder e controle. Segundo ela, no contexto da cultura greco-romana do século I, que repudiava cultos em que as mulheres apresentavam comportamentos selvagens (tais como os dionisíacos), Paulo tentava, para que sua missão tivesse sucesso, incentivar que o comportamento das mulheres cristãs se mantivesse ético e estivesse adequado a papéis ideais de gênero esperados pela sociedade da época. Estereótipos femininos e masculinos greco-romanos eram utilizados pelas autoridades para o descrédito ou repressão de cultos e seitas considerados perigosos. Deve-se considerar, porém, que as preconcepções de gênero da sociedade moderna ocidental atual são diferentes às daquela cultura antiga.
Além de o corpus paulino ter sido historicamente interpretado como reforçando positivamente a mesma estrutura de poder, hierarquia e autoridade do homem sobre a mulher que existia no Império Romano, é também visto anacronicamente com um olhar que projeta as expectativas modernas de gênero. Mas isso é considerado por estudiosos recentes, como os da crítica bíblica pós-colonial, como sendo uma interpretação incorreta, controlada até recentemente por aqueles que detêm poder e motivada pela ignorância sobre o diferente contexto de marginalização que existia no século I. Não se deve assumir que os membros da comunidade cristã a que Paulo se dirigia detinham as mesmas posições de autoridade que as elites da época. Além do mais, quando Paulo afirma aos recipientes para serem submissos aos seus pais e mestres, naquela cultura poderiam também estar incluídas mulheres em papéis de autoridade e patrocínio: diferente de muitos contextos patriarcais atuais, a autoridade do lar era feminina, e não masculina, e as mulheres poderiam agir também como materfamilias, patronas ou senhoras de escravos. Porém, essa conformidade à estrutura hierárquica pública era subvertida no ambiente interno da igreja cristã, em que irmãos e irmãs eram vistos como iguais e as distinções de posição eram removidas, e seus líderes eram descritos por Paulo com termos de posições baixas: "servos", "escravos" e "pastores". Beverly Roberts Gaventa afirma: "Paulo se apresenta como a autoridade que não se conforma às normas padrões de autoridade".
Segundo Westfall, a visão tradicional da filosofia grega clássica de que as mulheres seriam ontologicamente inferiores aos homens teria sido imposta sobre os escritos paulinos pelos comentaristas posteriores no início da história da Igreja. Westfall aponta que a visão de Paulo sobre as mulheres tinha muito em comum com a visão dos filósofos estoicos, que também defendiam a autoridade feminina no lar e a mutualidade no casamento. A visão que ele tinha dos papéis de gênero era derivada principalmente do relato bíblico de Criação. Em diversas passagens Paulo alterava os estereótipos da visão de mundo helenística. Assim, ele empregava tanto a homens quanto a mulheres metáforas masculinas, tal como a de ser guerreiro e atleta: Evódia e Síntique foram assim consideradas em Filipenses 4:2-3. Por outro lado, ele empregava a si mesmo e aos homens metáforas femininas, como quando compara seu cuidado pastoral a funções de maternidade, em Gálatas 4:19, 1 Tessalonicenses 2:6-7 e 1 Coríntios 3:1-2. A comunidade da igreja de Corinto é identificada com uma noiva virgem em 2 Coríntios 11:1-3, o que também contrariava percepções de masculinidade.
No pensamento grego helenista, havia grande difusão da filosofia de Aristóteles, que afirmava que a natureza da mulher era inferior à do homem e ensinava como os maridos deveriam governar as esposas. No modelo da sociedade ateniense clássica, a mulher deveria principalmente estar reclusa ao ambiente doméstico; essa afirmativa era vista e concordada até mesmo pelo judeu helenístico Fílon, contemporâneo de Paulo de Tarso. Outro modelo contemporâneo influente eram também as leis morais estritas de Otaviano, que se aplicavam pelo menos às mulheres da aristocracia, condenando o adultério, reforçando o casamento, a maternidade, códigos de vestimenta e a dominância patriarcal da família.
Era predominante a desvalorização da mulher na sociedade romana. Práticas de infanticídio e de abandono de bebês femininas eram correntes e, somando-se à alta mortalidade materna e ao costume de se ter apenas uma filha na família, houve uma crise populacional por falta de mulheres no Império Romano.
No primeiro século, quando Paulo escrevia passagens que agora aparecem no Novo Testamento, as pessoas na sociedade romana eram julgadas por dois conjuntos de critérios:
- O primeiro consistia em educação, habilidade, poder, inteligência e riqueza.
- Estes fatores podem ser compensados pelas categorias sociais como a origem, o nascimento, a língua, a posição jurídica, a desejabilidade social, a profissão, a idade e o gênero.

Quando estas categorias colidiam, criava-se inconsistência/dissonância quando um estatuto alcançado se tornava superior ao estatuto atribuído à pessoa pela cultura e pela lei.
Há também atualmente quem considere a possibilidade de algumas das epístolas ou versículos paulinos serem pseudepígrafos. Já no século seguinte ao de Paulo, o contexto pode ter favorecido desdobramentos interpretativos em particular sobre escritos nos quais aparentemente se depreciam as mulheres: Elaine Pagels sustenta que a maioria das igrejas cristãs no segundo século acompanhou a maioria da classe média na oposição à tendência de igualdade para as mulheres. No ano 200, a maioria das comunidades cristãs endossou como canônica a Epístola a Timóteo, que ela considera como sendo um escrito pseudopaulino. Essa carta, de acordo com Pagels, enfatiza e exagera o elemento antifeminista nas opiniões de Paulo: "Que a mulher aprenda em silêncio, com toda a submissão. Não permito que nenhuma mulher ensine ou tenha autoridade sobre os homens; ela deve ficar calada." Em sua interpretação, ela acredita que as cartas aos Colossenses e aos Efésios, que ordenam que as mulheres "estejam sujeitas em tudo aos seus maridos", não expressam o que ela diz serem as atitudes muito favoráveis de Paulo para com as mulheres, e que também seriam falsificações "pseudopaulinas".

### Discípulas cristãs
Os Evangelhos registram que as mulheres estavam entre os primeiros seguidores de Jesus. Discípulas judias, incluindo Maria Madalena, Joana e Susana, acompanharam Jesus durante seu ministério e o apoiaram com seus recursos privados. Embora os detalhes destas histórias evangélicas possam ser questionados, em geral refletem os papéis históricos proeminentes que as mulheres desempenharam como discípulas no ministério de Jesus. Havia mulheres discípulas ao pé da cruz. Foi relatado que as mulheres foram as primeiras testemunhas da ressurreição, sendo a principal delas Maria Madalena. Ela não foi apenas “testemunha”, mas também chamada de “mensageira” de Cristo ressuscitado.

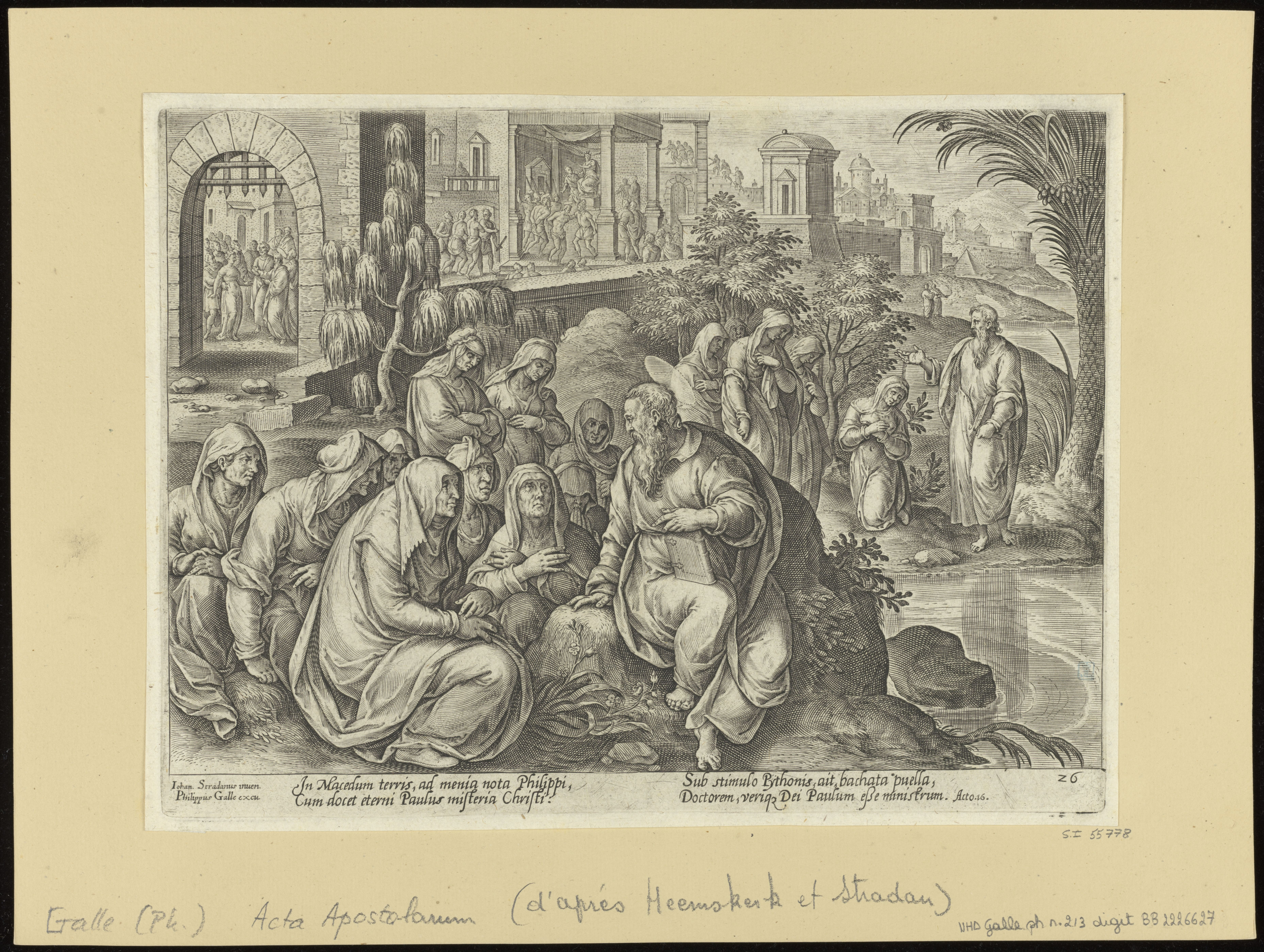
São Paulo Falando às Mulheres de Filipos (Estradano, 1582)

Desde o início da igreja cristã primitiva, as mulheres foram membros importantes do movimento. Com o passar do tempo, grupos de cristãos se organizaram nas casas dos crentes. Aqueles que puderam oferecer sua casa para reuniões foram considerados importantes dentro do movimento e assumiram papéis de liderança.
O primeiro movimento cristão, principalmente o movimento de Paulo, era muito atraente para mulheres ricas e viúvas. Frequentemente, abriam suas casas para o culto de movimentos religiosos específicos. De acordo com Elisabeth Schüssler Fiorenza, no século I o lugar da mulher era o lar e as áreas privadas da vida. Transformar o ambiente doméstico privado num ambiente religioso público abriu oportunidades para a liderança religiosa. O cristianismo paulino não honrava seus ricos patronos; em vez disso, funcionava dentro de um “motivo de reciprocidade” oferecendo papéis de liderança, dignidade e estatuto em troca de patrocínio. Através da construção da sua própria igreja doméstica, as mulheres puderam experimentar autoridade relativa, estatuto social, poder político e dignidade renovada dentro do movimento de Paulo. Este conceito se reflete no relacionamento de Paulo com Febe, Cloé e a mãe de Rufo.

## Epístola aos Efésios
A Epístola aos Efésios, particularmente na passagem 5:21-25, é considerada por muitos estudiosos uma evidência de que Paulo adotava papéis de gênero da cultura greco-romana como uma norma. Mas Cynthia Westfall aponta que há um jogo de linguagem na passagem, em que o homem é reformulado como noiva de Cristo e a mulher é igualada ao corpo masculino. Além do mais, são atribuídos ao marido papéis domésticos que, à época, eram considerados femininos: como os serviços de alimentar, banhar, lavar e passar roupas da noiva em Efésios 5:26-29. Essas eram funções realizadas por mulheres e escravos, e, do ponto de vista greco-romano, os homens estariam tratando as mulheres como superiores em se realizando tais ações.
Em Efésios 5:22-27, Paulo estaria evocando o sistema romano de patrocínio e benefício, que exigia reciprocidade de um patrono a um beneficiado, o qual deveria honrar e manter reciprocidade. Isso se espelhava nas relações matrimoniais do mundo romano, em que o marido era o patrono da esposa. Na passagem, segundo Westfall, Paulo compara de forma paralela os benefícios que a Igreja receberia de Cristo, e que as relações entre marido e mulher deveriam se manter em reciprocidade. Por outro lado, Paulo constrói sobre esse significado cultural e o supera quando afirma em Efésios 5:21 uma exortação à submissão mútua, e quando iguala o tratamento e status da mulher ao homem em Efésios 5:28, pois nesse versículo afirma que a mulher é tal qual o "corpo" do homem: "os maridos devem amar suas esposas como a seus próprios corpos. Aquele que ama sua esposa, ama a si mesmo". Quando se afirma que o marido é a "cabeça da mulher", a conotação bíblica de "cabeça" aponta não ao significado de "autoridade", mas de "fonte de vida", o que, no contexto dos valores greco-romanos, pode ser explicado pela dependência real que as esposas tinham de receber sustento de seus maridos.
Em Efésios 5:25-33, as ações que Paulo aponta que o marido deve fazer à sua esposa, e que Cristo faz à Igreja (também tida como uma esposa), são referências a funções domésticas que seriam consideradas femininas na cultura greco-romana. Segundo Westfall, isso indica que Paulo subverte os ideais da época de privilégio masculino no ambiente doméstico e na Igreja, promovendo um outro modelo de serventia aos homens, consistente com a humildade de Cristo. Há afirmação de reciprocidade no versículo 33 quando diz que o marido deve tratar a sua esposa tal qual trata a si mesmo como homem: "Cada um de vós deve amar sua esposa como a si mesmo".

## Primeira Epístola aos Coríntios
As cartas de Paulo, datadas de meados do século I d.C., foram escritas para comunidades específicas em resposta a questões ou problemas particulares. Paulo estava em Éfeso por volta do ano 56 quando recebeu notícias inquietantes a respeito da igreja de Corinto. O faccionalismo havia se desenvolvido. Na refeição de confraternização, alguns ficavam bêbados, enquanto outros eram deixados com fome. Parecia haver uma preferência pela oração extática em detrimento das obras de caridade, com vários membros todos “falando em línguas” ao mesmo tempo. Aparentemente, foi-lhe relatado que as mulheres compareciam à assembleia sem a cobertura da cabeça, habitual para uma parte das mulheres na sociedade grega contemporânea, e podem ter discutido sobre o seu direito de se dirigirem à assembleia. A comunidade incipiente parecia estar em desordem.

### Sexualidade
A visão de Paulo sobre o desejo sexual e o sexo era diferente da visão greco-romana. Tal como na visão judaica, geralmente apresentava uma opinião positiva sobre o sexo, mas Paulo o atrelava à união em Cristo e à santificação dos esposos. Westfall aponta como ele expunha uma opinião contrária ao modelo greco-romano de dominância masculina no ato sexual, pois Paulo afirma que a mulher também tem autoridade equivalente na relação, e ela assim traduz o trecho de 1 Coríntios 7:3-4: "O marido deve satisfazer às necessidades sexuais da esposa, e a esposa deve fazer o mesmo com o marido. A esposa não tem autoridade sobre o seu próprio corpo, mas o marido tem. Da mesma forma, o marido não tem autoridade sobre o seu próprio corpo, mas a esposa tem".

Assim, segundo Bill Loader, naquele contexto:
"De certa forma, a mudança para os homens na sociedade alternativa é mais radical do que para as mulheres. Torná-los responsáveis pela sua própria sexualidade remove-lhes a autocompreensão tradicional de que devessem controlar as mulheres e que podem culpá-las."
Sobre 1 Coríntios 7:1, Anthony Thiselton e Cynthia Westfall consideram a interpretação de que Paulo estaria respondendo a uma afirmação feita pelos habitantes de Corinto, o que apresentaria a frase como: "Agora, sobre o que vós escrevestes: 'É bom para um homem não 'fazer sexo' com uma mulher'", em que Paulo cita uma opinião que não é a sua.

### Véu e glória
A afirmação de que as mulheres devem cobrir a cabeça em 1 Coríntios 11:3-16 é contextualizada às mulheres de Corinto: quase todos os acadêmicos presumem que as mulheres da Igreja de Corinto estavam deixando de seguir a convenção local de se utilizar véu, e que Paulo estaria tentando corrigi-las. Porém, segundo Cynthia Long Westfall, há outras possibilidades mais plausíveis. Para ela, é mais coerente nessa passagem, conforme o contexto cultural, considerar que as mulheres estavam sofrendo pressão por parte dos homens de autoridade da igreja para que deixassem de utilizar o véu. Nem todas os grupos e classes de mulheres podiam utilizar véu naquele contexto cultural, mas poderiam estar utilizando na igreja. Paulo poderia na verdade estar apoiando uma igualdade entre as mulheres ao permitir o uso do véu como um símbolo de honra e castidade, independente de sua procedência e contra a autoridade masculina. Conforme essa interpretação, Paulo iguala que uma mulher ser forçada a tirar o véu seria equivalente à mulher estar em outra posição de vergonha: a de ter a cabeça raspada.
A cabeça velada simbolizava modéstia e castidade de uma mulher casada, bem como poderia ser empregada para indicar devoção ou uma consagração. Escravas, prostitutas e mulheres livres não podiam usar véu naquele contexto, o que indicava a disponibilidade sexual. Na convenção romana para as matronas, elas deveriam utilizar o véu ou amarrar seus cabelos. Conforme a lei, se um homem tentasse seduzir ou abordar uma mulher sem véu, ele não poderia ser penalizado. Deixar o cabelo à mostra era considerado um excitador erótico. A preocupação de Paulo poderia estar na verdade se estendendo ao grupo de mulheres desprivilegiadas, o que daria um contexto de maior permissão: ao se incluir aquelas que eram proibidas de utilizar o véu, Paulo estaria sendo contrário à convenção social, permitindo que essas mulheres também pudessem sinalizar honra e modéstia. Paulo poderia então estar velando para que as mulheres na Igreja não estivessem sinalizando disponibilidade aos homens durante o culto, em um local e momento inapropriado. Isso se justificaria também devido à confusão de que no lar não era requerido o uso do véu por mulheres, e as igrejas primitivas eram estabelecidas em ambientes domésticos privados.
A maioria das mulheres de Corinto não eram da elite, mas de classes baixas, e portanto mais vulneráveis. Provavelmente elas desejariam seguir os padrões culturais de modéstia e piedade em se cobrindo a cabeça, o que lhes conferia proteção legal. Isso justificaria a passagem de 1 Coríntios 11:10, que Westfall traduz diretamente do grego como: "uma mulher deve ter autoridade sobre sua própria cabeça (ὀφείλει ἡ γυνὴ ἐξουσίαν ἔχειν ἐπὶ τῆς κεφαλῆς) por conta dos anjos". Craig S. Keener também interpreta essa passagem como expressando a mutualidade entre marido e mulher, visto que anteriormente era dito que o marido era a "cabeça" da mulher, sobre a qual, segundo esse trecho, ela deteria autoridade.
Na passagem 1 Coríntios 11:7, diz-se que o homem é a imagem e a "glória de Deus", enquanto a mulher é a "glória do homem". Alguns fizeram leituras interpretando que isso daria um status diferente de glória, em que a da mulher seria menor do que a do homem. Mas há possibilidade de outra leitura, como a de que Paulo exalta a glória da mulher como maior, por ela ser visivelmente "glória da glória" (substituindo-se "homem" pela "glória de Deus" que ele representa), remetendo ao relato de Criação, em que Eva foi criada diretamente a partir de Adão. Westfall aponta que há também uma associação a I Esdras 4:14-17, em que se afirma sobre as mulheres: "elas trazem aos homens glória; os homens não podem existir sem as mulheres". Essas alusões também explicariam a afirmação paulina de que "a mulher foi criada para o homem", visto que no relato de Criação, Deus vira uma necessidade por parte deste último, afirmando que não era bom que Adão ficasse sozinho. Assim, ontologicamente, Paulo consideraria que todos os fiéis, tanto mulheres quanto homens, são iguais em imagem e glória de Deus. Porém que na aparência externa, haveria conforme a narrativa do Gênesis um acréscimo de glória nas mulheres, devido à beleza física. Sendo a mulher a "glória do homem" e o cabelo a sua glória, seria então mais uma justificativa para a cobertura da cabeça pelas mulheres durante a oração evitar que ocorresse competição com a adoração a Deus.
Na passagem, ambos mulheres e homens podem assumir o mesmo papel de orar e profetizar na Igreja, porém o comportamento que devem manifestar é diferente. Quanto à recomendação oposta aos homens, de que deveriam orar com a cabeça em descoberto, isso poderia lhes indicar humildade, visto que Paulo estava exortando o contrário da prática romana, na qual tanto mulheres quanto homens da aristocracia deveriam orar com a cabeça coberta.
Westfall aponta que a ênfase da passagem é de reciprocidade e interdependência, conforme 1 Coríntios 11:11: "De qualquer forma, no Senhor a mulher não é independente do homem, nem o homem é independente da mulher. Pois assim como a mulher veio do homem, assim o homem vem através da mulher. Mas todas as coisas vêm de Deus".

### Silêncio e submissão
O trecho 1 Coríntios 14:34-35 ("As mulheres devem ficar caladas nas igrejas; pois não lhes é permitido falar, mas devem sujeitar-se, tal como também diz a Lei (...) é impróprio para uma mulher falar na igreja") apresenta um comando que foi interpretado historicamente como indicando que as mulheres não poderiam se expressar verbalmente durante o culto. Mas há um consenso crescente de que essa passagem foi mau interpretada e aplicada indevidamente ao longo da história, tendo em vista o contexto do discurso e as contradições que ela levanta dentro da própria epístola, caso seja afirmada de modo geral. Alguns intérpretes, como Philip Payne e Gordon Fee, consideram-na como uma interpolação que fora inserida posteriormente na epístola.
Cynthia Westfall interpreta que, como as comunidades cristãs primitivas adoravam em domicílios privados com espaço pequeno, era comum que neles as mulheres estivessem realizando funções típicas, como de preparar e servir comida e organizar os cômodos durante o serviço religioso, e que provavelmente elas se movimentassem e conversavam alto durante a celebração, seguindo um mesmo costume que ocorria durante ceias não religiosas. Isso acontecia devido ao contexto da cultura semi-segregada, no qual o ambiente doméstico fornecia local e momento em que as mulheres se sentiam mais livres; bem como poderiam existir fatores que prejudicavam as habilidades sociais das mulheres, naquele contexto em que eram desprivilegiadas. Um outro motivo poderia ser de que as mulheres estivessem conversando sobre dúvidas legítimas quanto ao conteúdo do culto, ao que Paulo indica para que buscassem instrução em outro momento fora do culto, no versículo 35. Isso refletiria também o contexto da época, em que as mulheres tinham menores níveis de alfabetização e costumavam ser educadas em casa, não recebendo socialização em classes de aula.
Quanto ao comando de submissão no versículo, Westfall indica que se refere ao autocontrole, e não a uma suposta subjugação aos maridos. A norma de autocontrole e quietude enquanto alguma outra pessoa fala apareceu em outras passagens na epístola como uma regra geral a todas as pessoas, tal qual ocorria também em outros contextos não cristãos. Anthony Thiselton considera que a passagem se refere a uma tradição de controle de falar por turno―uma pessoa de cada vez e sem gritar―em uma ética de fala. Também a mesma ética era comandada aos que falam em línguas, em 1 Coríntios 14:27-28.
Barbara Leonhard e outros acham que os versículos 34-35 do capítulo 14 contradizem uma afirmação em 1 Coríntios 11:5 que parece pressupor que as mulheres estão, de fato, a orar e a profetizar na assembleia de crentes. Leonhard observa que é inconsistente com as relações de Paulo com suas colegas de trabalho, pois mulheres como Prisca, Febe e Júnia não poderiam ter funcionado como líderes e apóstolas da Igreja se não lhes fosse permitido falar em público. Ela e outros como Jerome Murphy-O'Connor acreditam que esta seja uma "interpolação pós-paulina". De acordo com Murphy-O'Connor:
"1 Coríntios 14:34-35 não é um slogan coríntio, como alguns argumentaram…, mas uma interpolação pós-paulina. ... Não apenas o apelo à lei (possivelmente Gênesis 3:16) não é paulino, mas os versículos contradizem 1 Coríntios 11:5. As injunções refletem a misoginia de 1 Timóteo 2:11–14 e provavelmente derivam do mesmo círculo. Algumas manuscritos colocam esses versículos depois de 40."— Jerome Murphy-O'Connor
No entanto, David Odell-Scott discorda da hipótese moderna de interpolação e, em vez disso, apoia a noção de que os versículos 34-35 são de fato um lema coríntio anterior que Paulo estaria criticando e corrigindo. Odell-Scott observa que a ordem de silêncio e subordinação nos versículos 34-35 é imediatamente seguida por uma resposta incrédula na forma de uma pergunta retórica negativa no versículo 36, em que Paulo declara: "O quê! A palavra de Deus se originou com vocês ou vocês são os únicos que ela alcançou?".
Por esta interpretação, o versículo 36 é uma refutação paulina de um oponente coríntio citado e criticado pelo evangelista. Odell-Scott argumenta ainda que os manuscritos ocidentais que mudaram 34-35 para uma posição diferente (após o versículo 40) são o trabalho de um redator patriarcal que busca "abrigar" e proteger a divisa coríntia da crítica enfática de Paulo no versículo 36. Ao associar esses versículos à “decência e ordem” do versículo 40, o redator teria minado a interpretação igualitária da versão canônica e apresentaria incorretamente a voz coríntia como a voz de Paulo. Assim, nessa hipótese, o antigo editor harmonizou efetivamente o texto com a passagem paralela de 1 Timóteo. No entanto, esta versão variante de 1 Coríntios não foi canonizada. De qualquer modo, muitas traduções do versículo 36 omitem a partícula chave “heta” (traduzida como “O quê!” ou “O quê?”). As traduções podem, portanto, servir para diminuir o tom contraditório do versículo interrogativo 36 e preservar o senso de harmonia com 1 Timóteo.

## Primeira Epístola a Timóteo
A Primeira Epístola a Timóteo é apresentada como uma carta de Paulo na Macedônia para Timóteo em Éfeso. É denominada uma das “epístolas pastorais” porque não é dirigida a uma congregação específica, mas a um pastor encarregado de cuidar de uma comunidade de crentes. Desde o século XIX, a atribuição a Paulo das “cartas pastorais” tem sido questionada. Há uma grande variedade de opiniões sobre até que ponto, se houver, Paulo escreveu ou influenciou sua composição. Se Paulo os escreveu, a data da composição é provavelmente 63–67; caso contrário, a sua data pode ser tão recente quanto o início do século II. Embora reconheçam um certo grau de patriarcalismo em Paulo, de acordo com Bernard Robinson, a maioria dos estudiosos pensa que Paulo não é o autor; e que 1 Timóteo provavelmente vem do final do primeiro século, numa época em que a igreja se tornou um pouco mais institucional e patriarcal do que era nos dias de Paulo.
A Primeira Epístola a Timóteo se endereça como uma carta particular e íntima a um membro da igreja de Éfeso; desse modo, informações importantes para interpretações externas são muitas vezes omitidas, e sua leitura se embute em um contexto situacional e particular à igreja efesiana.
Para Cynthia Westfall, que admite a autoria de Paulo para a epístola, o contexto de ele citar a narrativa de criação do Gênesis em 1 Timóteo 2:13-14 pode indicar que, particularmente na comunidade de Éfeso, poderia estar sendo divulgado um mito que revertia a ordem da criação, em que a mulher teria vindo primeiro. As mulheres locais seriam responsáveis por isso, em que elas poderiam estar participando de religiões de deusa, como o culto local de Ártemis ou outro culto de fertilidade. Esse contexto justificaria a proibição aplicada às mulheres que estivessem instruindo incorretamente ou agindo como uma materfamilias que domina o homem, em 1 Timóteo 2:12.
Até o século XX, a maioria dos estudiosos acadêmicos e intérpretes bíblicos consideravam que o engano de Eva feito pelo Satã era a justificativa que fundamentava as proibições à mulher em 1 Timóteo 2:12. Essa visão se deveu muito a um olhar fundamentado na filosofia grega, principalmente durante a Idade Média, que levantou inúmeras especulações misóginas. Atualmente, há pelo menos quatro visões teológicas sobre a possível relação entre 1 Timóteo 2:14 e 2:12:
- (1) O engano de Eva é a razão para as proibições contra as mulheres ensinarem, devido à predisposição ao engano;
- (2) O engano de Eva ilustra todas as mulheres distantes da santificação;
- (3) O engano de Eva ilustra especificamente o engano das mulheres em Éfeso;
- (4) O engano de Eva serve especificamente para a correção de mitos de criação ou falsos ensinamentos que circulavam entre as mulheres de Éfeso.[60]

Westfall indica que a passagem não pode significar que apenas as mulheres erram, enquanto os homens não, pois em outras passagens paulinas são tipicamente os homens que enganam e são enganados.
Além do mais, se por um lado Paulo afirma que Eva se enganou, por outro, em Romanos 5:12, ele diz que foi por meio de Adão que o pecado entrou no mundo, divergindo da afirmação de Eclesiástico 25:24, em que a culpa recai sobre a mulher. A palavra que Paulo utiliza para a transgressão de Eva não é a mesma que o "pecado" de Adão, de modo que a transgressão de Eva é vista como um ato feito por ignorância, diferente daquele de Adão, que pecara com pleno conhecimento da lei e em direta rebeldia. Nesse contexto, para Westfall, a alusão a Eva seria uma justificativa para que a ignorância das mulheres de Éfeso fosse corrigida. I. Howard Marshall afirma: "A probabilidade é que uma medida drástica esteja sendo tomada para neutralizar os efeitos do falso ensino".
O apontamento que Paulo faz sobre Eva ter sido criada em segundo lugar não é indicativo de que ela era inferior e subordinada a Adão, já que na narrativa hebraica o primogênito não necessariamente tinha prioridade e privilégio: assim, Abel, que nasceu em segundo lugar, recebeu o favor de Deus; e também Jacó, Efraim e Judá receberam exaltação maior do que seus irmãos primogênitos.

### Beleza e adorno
Em 1 Timóteo 2:9-10, Westfall considera que Paulo de Tarso legitima o desejo de as mulheres se tornarem atraentes e belas, mas que ele afirma que o objetivo espiritual realiza isso da melhor maneira, e que deveria haver modéstia. No século I, práticas de beleza incluíam o uso de joias caras, roupas imodestas e extravagantes, e a crítica de Paulo era compartilhada também por estoicos e outros filósofos moralistas. Por sua vez, isso também dava indiretamente aos homens cristãos um padrão de cultivo de atração a mulheres espirituais, contra os padrões culturais correntes de beleza.

### Maternidade
Sobre o trecho 1 Timóteo 2:15, que relaciona a salvação das mulheres e o parto, os acadêmicos apresentam quatro visões interpretativas:
- (1) Mulheres são salvas espiritualmente em se dando à luz;
- (2) Mulheres são salvas espiritualmente pela maternidade de Maria, em ter concebido Cristo;
- (3) Mulheres são salvas espiritualmente ao assumirem o papel de esposa e mãe;
- (4) Uma mulher ficará em segurança durante o parto.

Segundo Westfall, o argumento de 1 Timóteo 2:9-15 era uma resposta de Paulo às preocupações que as mulheres de Éfeso tinham em relação à mortalidade materna durante a gravidez e parto (que era a causa primária de mortalidade feminina durante o Império Romano), somada ao tema da epístola de Timóteo de que as mulheres de Éfeso estavam veiculando ensinamentos errôneos relacionados ao tema da Queda, em que talvez se referissem ao parto como a punição de Eva no Gênesis 3:16. Nessa interpretação, isso teria levado Paulo a assegurar que "a mulher será salva durante o parto", e ele também teria incluído a responsabilidade dos maridos em cuidar para isso, quando se refere no plural a "eles" em “desde que eles continuem na fé, no amor e na santidade, com modéstia". Conforme Craig S. Keener afirma:
"A maneira mais natural para um leitor antigo entender a 'salvação' no contexto do parto teria sido um parto seguro, para as mulheres que regularmente invocavam divindades patronas (como Ártemis ou Ísis) no parto"
Assim, Moyer Hubbard traduz o trecho como "Ela será mantida segura durante a provação da gravidez". A interpretação de que uma mulher é salva apenas pela maternidade seria contraditória às afirmações que Jesus e Paulo veicularam em outras passagens sobre mulheres que não tiveram filhos.

Segundo Westfall, o falso ensinamento que estaria ocorrendo em Éfeso poderia estar relacionado a uma advocacia do celibato, e se vinculava especialmente a algumas mulheres viúvas que não queriam se casar novamente; tal ensino atrairia mulheres que, aterrorizadas pelos riscos do parto, buscavam reverter os efeitos da Queda, em se recusando a ter filhos por meio da abstinência sexual. Para I. Howard Marshall, haveria uma combinação de elementos ascéticos e judaico-cristãos na heresia que circulava em Éfeso. Philip H. Towner considera que a promoção do celibato poderia estar até mesmo promovendo tendências emancipatórias que se refletia nas vestimentas e hábitos de vida das mulheres de Éfeso. Ele afirma sobre 1 Timóteo 2:9:
"Toda a parênese nos vv. 9-10 constitui, portanto, um desafio para um grupo de esposas cristãs abastadas, para quem a tendência emergente da nova mulher romana, com sua ênfase na exibição exterior e na rejeição das normas culturais de modéstia, estava se tornando uma atração potente" 

### Viuvez e casamento
O trecho de 1 Timóteo 2:15 é considerado por muitos intérpretes como uma contradição às instruções de 1 Coríntios 7: a primeira passagem afirma que as viúvas devem se casar novamente, enquanto a segunda não. No último, Paulo distingue "as funções de mãe e esposa" como diferentes de "os assuntos do Senhor". Westfall considera que o primeiro trecho era uma instrução situacional às viúvas de Éfeso, sobre as quais em Timóteo 5:3-16 afirma estarem sem comportamento devoto e sem autocontrole, e talvez o falso ensinamento que estava sendo difundido na cidade se referia a uma proibição do sexo e do casamento, com fins de se evitar a gravidez e parto; isso teria levado Paulo a lhes recomendar especificamente aquilo que dissera em 1 Coríntios 7:8-9, de que era preferível que se casassem.

## Autoridade, instrução e liderança
Uma passagem do Novo Testamento que há muito tem sido interpretada como exigindo uma prioridade masculina no casamento são estes versículos: "Mulheres, submetam-se a seus maridos como ao Senhor", e "o marido é o cabeça da esposa, assim como Cristo é o cabeça do igreja". Tanto os igualitaristas cristãos quanto os complementaristas concordam que o apóstolo Paulo escreveu que o "marido é a cabeça" e "as esposas, submetam-se", e que ele foi divinamente inspirado para escrever o que escreveu, mas os dois grupos divergem na interpretação desta passagem.
Os igualitaristas cristãos acreditam que a parceria plena num casamento igualitário é a visão mais bíblica. Como pessoas, marido e mulher têm o mesmo valor. Não há prioridade de um cônjuge sobre o outro. Na verdade, eles são um. O estudioso bíblico Frank Stagg e a classicista Evelyn Stagg escrevem que a igualdade entre marido e mulher produz os casamentos mais íntimos, saudáveis e mutuamente satisfatórios. Eles concluem que a declaração do Apóstolo Paulo registrada em Gálatas 3:28, às vezes chamada de "Carta Magna da Humanidade", se aplica a todos os relacionamentos cristãos, incluindo o casamento cristão: "Não há judeu nem grego, não há vínculo nem livres, não há homem nem mulher; porque todos vós sois um em Cristo Jesus."
Os teólogos igualitários cristãos também consideram significativo que o conceito de “dois se tornando um”, citado pela primeira vez em Gen. 2:24:, tenha sido citado por Jesus em seus ensinamentos sobre o casamento. Nessas passagens ele enfatizou novamente o conceito acrescentando à passagem de Gênesis estas palavras: “Assim, já não são dois, mas um” (NVI). O apóstolo Paulo citou a passagem de Gênesis 2:24.
Muito tem sido escrito sobre o significado de “cabeça” no Novo Testamento. A palavra usada para "cabeça", transliterada do grego, é kephalē—que significa a cabeça anatômica de um corpo. No Novo Testamento, uma busca minuciosa de concordância mostra que o segundo uso mais frequente de “cabeça” (kephalē), depois de “a estrutura que se conecta ao nosso pescoço e fica sobre nossos corpos”, é o sentido metafórico de “fonte”.
A visão complementarista (também conhecida como tradicionalista ou hierárquica) do casamento sustenta que a liderança masculina é biblicamente exigida no casamento. Os complementaristas geralmente acreditam que marido e mulher têm igual valor diante de Deus, uma vez que ambos foram criados à imagem de Deus, mas que maridos e esposas têm funções e responsabilidades diferentes no casamento. De acordo com esta visão, o marido tem a responsabilidade dada por Deus de prover, proteger e liderar a sua família. Espera-se que as esposas respeitem a autoridade dos seus maridos e se submetam a ela. No entanto, alguns autores complementaristas alertam que a submissão da esposa nunca deve levá-la a "seguir o marido no pecado".

### Evidência epistolar
Na época em que Paulo iniciou seu movimento missionário, as mulheres eram agentes importantes nas diferentes cidades. As cartas geralmente aceitas como de Paulo são Romanos, 1 e 2 Coríntios, Gálatas, Filipenses, 1 Tessalonicenses e Filemom. Suas saudações casuais a conhecidos oferecem informações sólidas sobre muitas mulheres judias e gentias que eram proeminentes no movimento. Suas cartas fornecem pistas vívidas sobre o tipo de atividades em que as mulheres se envolvem de forma mais geral.
Em 1 Timóteo 5:2, Paulo recomenda a Timóteo que trate as mulheres anciãs como se fossem mães. Paulo de Tarso afirmava para as crianças obedecerem a seus pais, incluindo as mães, em Efésios 6:1-3 e Colossenses 3:20.
Em Tito 2:3-5, Paulo ensina que, assim como os homens mais velhos devem ser “moderados, dignos, autocontrolados, sãos na fé, no amor e na perseverança”, as mulheres mais velhas deveriam se comportar com reverência, abster-se de calúnia e alcoolismo, e ensinar "o que é bom" às mulheres mais jovens. Ele também diz que as mulheres mais jovens devem amar suas famílias e ser "autocontroladas, castas, boas donas de casa, submissas a seus maridos". Tal como as mulheres mais jovens, os homens mais jovens também devem ter autocontrole, diz Paulo. Nisso aparece como Paulo realizava uma certa quantidade de acomodação ao contexto cultural, ao mesmo tempo em que o ressignificava: por um lado, Paulo instrui pragmaticamente os fiéis a se manterem de acordo com o código de conduta do Império Romano, como quando exorta as virtudes femininas esperadas em Tito 2:5; mas indica a isso uma razão missionária: "para que a palavra de Deus não sofra descrédito". Por outro lado, como se vê na Epístola aos Efésios, ele reenquadra os códigos domésticos ao fazer com que os maridos também se submetam em serviço, conforme o modelo de serventia do Cristo. A passagem espelha o comando geral de Tito 2:12 para que todos os fiéis fossem "autocontrolados", e também confere uma forte autoridade doméstica às mulheres (chamadas de "mestres do lar"), em complementaridade com seu papel cultural e dependência ao seu marido para subsistência. Isso não anulava a possibilidade feminina de evangelização no lar: grande parte das atividades da comunidade cristã ocorriam na esfera doméstica.
Nota-se que Paulo afirma que profetizar é o maior dos carismas, e ele também inclui as mulheres nesse dom em 1 Coríntios 14:1, 14:5 e 14:24; nessa última passagem, não há nenhuma restrição sobre uma mulher profetizar a um homem não crente, em que se descreve que a instrução profética pode ser tão marcante a ponto de o não crente se ajoelhar em louvor.
Nas passagens de Gálatas 4:19 e 1 Tessalonicenses 2:5-8, Paulo usa como modelo para a liderança apostólica as mulheres, ao empregar em metáfora funções femininas como parto e nutrição, ao invés do modelo típico de liderança masculina na cultura greco-romana. Exemplos de mulheres que lideraram, foram anfitriãs ou patrocinaram cultos em igrejas domésticas nos quais Paulo participou foram Prisca (Romanos 16:3, 1 Coríntios 16:19), Cloé (1 Coríntios 1:11), Ninfa (Colossenses 4:15), Lídia (Atos 16:14-15, 40) e Febe (Romanos 16:1-2).
É notável a quantidade de mulheres proeminentes na comunidade cristã que Paulo assinala e elogia em Romanos 16. Particularmente, ele usa os seguintes termos: diácona (em referência a Febe; o que, segundo Robert Jewett, é um encargo que hoje se considera como mais provavelmente indicando que ela era líder de uma congregação); patrona; apóstola (em referência a Júnia); companheira de prisão; e obreiras de ministério. É muito incomum e contracultural a forma como Paulo concede honras e reconhecimento a várias mulheres da mesma maneira e pelas mesmas funções exercidas por homens, já que na cultura greco-romana as mulheres eram elogiadas apenas por papéis domésticos, maternos ou conjugais estereotipados. Também é contracultural o elogio que Paulo fizera a Prisca, junto a Áquila, por ter salvo a sua vida, o que era visto como um ato típico de heróis masculinos. Paulo tendia a citar o nome de Prisca primeiro, antes ao de seu marido, talvez por seu importante papel na hospitalidade. Esses termos para cargos de liderança exercidos por mulheres estão incluídos também em 1 Coríntios 16:15-16, quando Paulo afirma que as igrejas devem se submeter em serviço aos obreiros (que podem também ser mulheres).
Na Epístola aos Romanos, especificamente são saudadas e mencionadas:
- Prisca e seu marido Áquila. Ela e o marido são mencionados seis vezes na Bíblia, como parceiros missionários do apóstolo Paulo. Eles também eram parceiros na fabricação de tendas. O autor de Atos afirma que eram refugiados que chegaram primeiro a Corinto quando o imperador Cláudio expulsou todos os judeus de Roma. Paulo menciona que em algum momento eles arriscaram seus pescoços por ele.[51] Quando Paulo se refere a Prisca e Áquila, Prisca é nomeada em primeiro lugar duas das três vezes. Alguns estudiosos sugeriram que ela era a chefe da unidade familiar.[101]
- Maria e a "amada Pérsida" são elogiadas pelo seu trabalho árduo.[102]
- Ele saúda Júlia, e a irmã de Nereu,[102] que trabalharam e viajaram como missionárias em pares com seus maridos ou irmãos. Ele também envia saudações a Trifena e Trifosa, que “trabalham pela obra do Senhor”, e à mãe de Rufo. Barbara Leonhard observa que “o fato de Paulo as destacar indica seu respeito pelo ministério delas”.[51]
- Ele elogia Febe, líder da igreja de Cencreia, uma cidade portuária perto de Corinto, pela sua hospitalidade. Paulo atribui a ela três títulos: diakonos, que significa diácono (lit. "serva"), irmã e prostatis que significa "uma mulher em um papel de apoio, patrona, benfeitora".[103] Não há diferença quando o título de diácono é usado para Febe e Timóteo. Diakonos (gr.) é gramaticalmente uma palavra masculina, a mesma palavra que Paulo usa em relação ao seu próprio ministério. Febe é a única mulher a ser chamada de “diácona”.[104] 1 Timóteo discute os critérios para diáconos na Igreja primitiva, que são explicitamente direcionados tanto para homens quanto para mulheres. Febe foi especialmente influente na Igreja primitiva, vista em Jerusalém a partir da inscrição do século IV: "Aqui jaz a escrava e noiva de Cristo, Sofia, diácona, a segunda Febe, que adormeceu em Cristo."[105] As mulheres floresceram no diaconado entre os séculos II e VI. O cargo exigia cuidado pastoral às mulheres, instruir candidatas e ungi-las no batismo. Elas também eram obrigadas a estar presentes sempre que uma mulher se dirigisse a um bispo.[106]
- Júnia também é mencionada. De acordo com Bart Ehrman, Paulo elogia Júnia como uma apóstola proeminente[107] que foi presa por seu trabalho. Júnia é "a única apóstola nomeada no Novo Testamento".[108] Ian Elmer afirma que Júnia e Andrônico são os únicos “apóstolos” associados a Roma que foram saudados por Paulo em sua carta aos Romanos.[109][110] Steven Finlan diz que Paulo saúda este casal como “parentes e companheiros de prisão” e diz que “eles se destacam entre os apóstolos”.[111] De acordo com Ian Elmer, o fato de Andrônico e Júnia serem nomeados como apóstolos sugere a priori que eles eram evangelistas e plantadores de igrejas como Paulo.[112] Alguns tradutores traduziram o nome como masculino "Junias", mas Crisóstomo parece claro: "Na verdade, quão grande deve ter sido a sabedoria desta mulher para que ela fosse considerada digna do título de apóstola."[51]

De acordo com Karen King, estes relatos bíblicos parecem fornecer evidências credíveis de mulheres apóstolas ativas nos primeiros trabalhos de divulgação do evangelho cristão. De acordo com Thurston, não pode haver dúvida de que em sua primeira instituição as diaconisas pretendiam exercer os mesmos cargos de caridade, relacionados com o bem-estar temporal de seus irmãos cristãos mais pobres, que eram desempenhados pelos diáconos para os homens. Mas em um particular, a instrução e o batismo dos catecúmenos, os seus deveres envolviam um serviço de tipo mais espiritual. A prevalência universal do batismo por imersão e a unção de todo o corpo que o precedeu tornaram uma questão de propriedade que nesta cerimônia as funções dos diáconos fossem desempenhadas por mulheres.

#### 1 Timóteo 2:12
Grande parte da alegação de que apenas homens poderiam deter posições de autoridade na Igreja provém das restrições às mulheres afirmadas em 1 Timóteo 2:12. Porém essas restrições femininas não servem de parâmetro para indicar o comportamento dos homens, e tal interpretação tradicional gera inconsistências, incoerência e contradições dentro dos textos e da teologia paulina.
Muitos estudiosos e líderes eclesiásticos interpretam que 1 Timóteo 2:12 proíbe as mulheres de exercerem encargos de autoridade e ensino na igreja e culto. A opinião varia sobre quanto a que funções estariam proibidas a elas. Westfall considera que não é hermeneuticamente consistente dizer que o trecho de Timóteo indica uma proibição geral às mulheres, pois elas estão incluídas em Romanos 12:1-8 quanto à possibilidade de exercerem dons de profecia, ministério, ensino e liderança.
Para Westfall, a proibição era aplicada a um contexto local de Éfeso em que ocorria um exercício impróprio de poder por mulheres que subjugavam homens, pautadas em uma crença de prioridade do feminino, possivelmente devido a uma narrativa inadequada sobre a Criação. Ela considera que a atitude de submissão que Paulo exorta às mulheres ao serem ensinadas era um comando que ocorria de forma geral também para todos os cristãos, aos quais ele já comandara que se submetessem uns aos outros, como em Efésios 5:21 e Filipenses 2:1-5, e não um comando de que as mulheres devessem ser subjugadas pelos homens.
Em questão para a interpretação do versículo está o verbo grego authentei, que é um hápax legómenon (ocorrência única no Novo Testamento), sendo a primeira ocorrência conhecida do verbo no grego. Em um artigo de 1979, Catherine Kroeger contestou a tradução do verbo como "ter autoridade" e iniciou uma discussão ainda corrente sobre seu significado. Pode-se dividir os estudiosos em dois grupos: um que o traduz de forma mais positiva ou neutra como "exercer autoridade" ou "maestria"; e outro, de forma negativa, como "usurpar", "dominar", "controlar" ou "iniciar violência". Não há nas ocorrências em que o verbo aparece nenhum exemplo em que o sujeito é um homem que exerce a ação de authentéo em relação a outra pessoa ou a um grupo de pessoas no contexto de ministério. No corpo de literatura grega, o verbo se refere a uma série de ações nas quais os alvos são prejudicados, compelidos contra sua vontade ou sobrepujados.
O verbo authentei não se aplica a todos os homens, mas a um homem, indicando uma atitude da mulher não para com os homens em geral, mas em uma relação um-a-um. Seria o caso, por exemplo, de mulheres que possuem escravos ou servos, sob os quais era legítimo que elas dominassem e ensinassem. Se, por um lado, a proibição é feita contra a subjugação ou abuso sobre os homens, por outro, Paulo nunca comanda os homens a subjugarem ou dominarem as mulheres, mesmo que isso fosse culturalmente aceitável na época. O modelo de casamento que Paulo defendia era contracultural: ele afirmara que nenhuma pessoa deveria exercer abuso de poder ou dominar o par.
Quanto ao contexto do verbo "instruir", Westfall aponta que há uma diferença entre os referidos "homens" e "mulheres" como um grupo, nos versículos anteriores, e a "mulher" e o "homem" aparecendo como singular no versículo 12. Isso indicaria que a instrução particular pela mulher desse versículo não era endereçada ao grupo da igreja (ou seja, não estaria proibindo mulheres de ensinarem grupos de homens), mas que o uso do singular se refere à interação particular um-a-um, de uma mulher a um homem. Na cultura greco-romana, uma interação particular entre um homem e uma mulher geralmente ocorria no domicílio entre membros de família, o que indica que o trecho provavelmente alude não ao ensinamento em um contexto de reunião de igreja. Em outra possível interpretação, a epístola poderia inclusive estar se referindo a uma mulher selecionando um homem no grupo durante o culto para ensiná-lo e dominá-lo.
Westfall considera que a proibição em 1 Timóteo 2:12 não é um comando para o homem agir como mestre à esposa, mas a forma possível de se difundir um conhecimento correto conforme o contexto local de propriedade cultural: Paulo transmitiria a Timóteo essa responsabilidade, e este, por sua vez, aos homens da assembleia, os quais deveriam ensinar suas esposas em casa, caso estivesse ocorrendo um falso ensinamento naquela comunidade de Éfeso. Timóteo não poderia acessar diretamente as mulheres, pois isso seria visto como uma violação. Em Tito 2:3-4, Paulo admitia que mulheres mais velhas tivessem responsabilidade no ensino, porém em Éfeso esse grupo em específico pode ter perdido sua confiança e ter sido a fonte de um problema teológico, conforme ele critica em 1 Timóteo 4:7 os "contos de velhas esposas". É gramaticalmente possível também que, ao invés de um banimento geral, a suspensão do ensino por parte das mulheres fosse temporária, até que o ensinamento na comunidade fosse devidamente corrigido.
Geralmente se assume que no grego o verbo "ensinar" (didáskein) teria o mesmo referencial que authentei ("dominar"), ou seja, os homens ("ensinar [aos homens]" e "dominar aos homens"). Mas isso é questionado de acordo com a gramática grega. I. Howard Marshall afirma que o verbo "ensinar" no caso, sem ter um referencial específico, indica uma moratória geral feita ao ensino das mulheres de Éfeso: "O que temos é aparentemente uma injunção nova, e não uma que carregue o peso da tradição da Igreja". A falsa correção de um ensino naquele contexto é o tema da epístola. Segundo Westfall, Paulo pode estar especificamente corrigindo o conteúdo de um mito popular que era contado por mulheres anciãs em 1 Timóteo 4:7. Além do mais, uma falsa doutrina entre as mulheres de Éfeso poderia estar sendo difundida, referente ao sexo, casamento e ter filhos, além de outros problemas, como a fofoca. Como o texto se afirma como uma epístola pessoal, o contexto é o menos provável para se veicular uma suposta regra universal ou transcendente a todas as mulheres.

## Unidade
Em um trecho de Gálatas 3:28 se afirma que não há "nem homem, nem mulher", sendo todos um em Cristo; esse versículo indica o interesse de Paulo pelos membros em desvantagem naquele contexto cultural (escravos, gentios e mulheres), e a dúvida entre os membros da Igreja primitiva sobre o acesso à salvação. Paulo transformou as relações convencionais entre as dicotomias apontadas, tal como ele acabou com as restrições feitas aos gentios em relação aos judeus. Assim também, a mesma hermenêutica de transformação das relações entre as pessoas pode se aplicar à questão de gênero.